# リステリオリシンO
リステリオリシン（Listeriolysin O、LLO）とは、リステリア症の病原菌リステリア・モノサイトゲネス(Listeria monocytogenes)の産生する溶血素である。この毒素はL. monocytogenesの病原性に決定的に重要であるため、この細菌の病原性因子の一つと見られている。

## 性質
リステリオリシンO（LLO）は非酵素的、細胞溶解性、チオール活性性、コレステロール依存性の膜孔形成毒素タンパク質である。他のチオール活性化毒素と同様、還元剤によって活性化され、酸化剤によって阻害される 。しかし、LLOは、その細胞溶解活性がpH5.5で最大になる点で他のチオール活性化毒素とは異なる。
pH5.5で活性を最大化させる性質は、L. monocytogenesが貪食されたときに酸性のファゴソーム（平均pHは5.9以下）内でLLOを選択的に活性化させる。LLOがファゴソームを溶解した後、細菌は細胞質へ脱出して細胞内で増殖することができるようになる。ファゴソームより塩基性の細胞質に入ると、LLOの活性は低下する。
LLOは、ファゴソームからの脱出を、感染先の細胞の原形質膜を損傷することなく可能にする。L. monocytogenesは細胞内に留まり、補体系や抗体などの細胞外免疫系因子からの攻撃を受けずに生育する。
LLOはまた、L. monocytogenesが宿主細胞へ侵入する前に、ヒストンH3の脱リン酸化およびヒストンH4の脱アセチル化を感染の初期段階に引き起こす 。このヒストン改変には膜孔形成活性は関わらない。ヒストンの改変は、炎症応答に関与するタンパク質をコードする遺伝子を下方制御する。したがって、LLOは、L. monocytogenesに対する宿主の免疫応答の妨害に重要であると考えられている。
LLOにはPEST様配列が存在し、この配列を欠損した突然変異体が宿主細胞を溶解するため、病原性に必須であると考えられている 。PEST配列はタンパク質分解誘導シグナル分子であるが、このPEST様配列はLLOの分解を増加させるよりむしろ、細胞質でのLLO産生を調節している可能性が示唆されている。

## 発現制御
リステリオリシンOはhly遺伝子にコードされており、この遺伝子は、LIPI-1と呼ばれている病原性アイランドの一部である 。prfAの翻訳は37℃で最大化し、30℃でほぼ沈黙するというように、prfAはPrfA温度調節因子UTRエレメントによって温度で制御されている 。37℃は平常時の体温の範囲内であるため、PrfAタンパク質、ならびにPrfAによって発現制御されるリステリオリシンO等の病原性因子は、L. monocytogenesが宿主に侵入したときに限定して産生される。